# 若生智男
若生 智男（わこう ともお、1937年4月5日 - 2024年6月3日）は、宮城県仙台市太白区出身のプロ野球選手（投手）・コーチ、評論家。

## 経歴
兄には仙台商業高校元監督で宮城県野球連盟会長を務めた若生久二雄、弟には埼玉栄高校元監督の若生正廣がいる。東北高校時代は若生忠男（西鉄→巨人）・若生照元（中大→大洋）と共に「東北の三若生」と呼ばれたが、甲子園には届かなかった。
卒業後の1956年に毎日オリオンズへ入団し、8月23日の阪急戦（駒澤）に和田功・中西勝己の3番手で初登板。9月3日の大映戦（後楽園）では先発に起用されるが、5回途中で降板。
2年目の1957年は8月18日の大映戦（西京極）で初勝利を挙げ、10月23日から同24日の東映3連戦（駒澤）では2勝を記録。
3年目の1958年は再び0勝に終わったが、1959年には10月だけで3勝を記録。3勝中2勝を西鉄から挙げており、同17日の西鉄戦（後楽園）では初完封を記録。
1960年には初の2桁となる13勝を挙げ、規定投球回（4位、防御率2.15）にも達し10年ぶり2度目のリーグ優勝に貢献。大洋との日本シリーズでは10月12日の第2戦（川崎）に先発、同14日の第3戦（後楽園）に三平晴樹の2番手で登板。
大柄でがっちりとした体格からあまり体に負担をかけない投法で、小野正一に次ぐ投手として活躍。打たれて悩んだ時には荒巻淳が支えとなり、若生も一軍で荒巻のゲーム運びや、投げる姿を参考にして、自分の成績に繋げた。当時は球界屈指のスピードで「和製火の玉投手」と言われた荒巻の球速がありながら、力任せに投げない姿は参考になった。
1962年には2年ぶりの2桁で自己最多の15勝を挙げるが、1963年に故障。
1964年には小山正明・山内一弘の「世紀のトレード」に並行して、マイク・ソロムコと交換で阪神タイガースへ移籍。同年は5勝にとどまるが、5勝中4勝は中日からマーク。南海との日本シリーズでは10月1日の第1戦（甲子園）に村山実、同9日の第6戦（甲子園）にジーン・バッキーの2番手で登板。野村克也とは大毎時代から対戦を重ね、野村からは「ええ球放っとるなあ」と声を掛けられた。
投手王国・阪神では、先発と中継ぎの両刀使いで活躍し、首脳陣から重宝される存在であった。
1966年には4年ぶりの2桁となる10勝を挙げ、防御率は自身唯一の1点台でリーグ3位の1.96を記録。
1967年も同僚の権藤正利に次ぐリーグ2位となる防御率2.14の好成績を挙げる。それまでブルペンで見せるボールは超一級品でも、マウンドに上がると弱気になることがあったが、藤本定義監督の「球速いだけじゃダメじゃ」の言葉に奮い立ち緩急、制球力を磨いた。
30歳を超えてからは球威が増して江夏豊・古沢憲司と3本柱を形成し、四球、被安打が少なく、安定感があった。
1969年には5月1日に王貞治から3球三振を奪うなど1-0で巨人戦初完封を飾った。自身唯一のオールスターゲーム出場も決め、7月20日の第2戦（甲子園）に小野の2番手で登板。同年から1971年まで3年連続2桁勝利を記録し、その間の1970年からは投手コーチを兼任。1972年には5試合登板で1勝、選手専任に戻った1973年には25試合登板と盛り返すも0勝5敗に終わる。
1975年には安仁屋宗八とのトレードで広島東洋カープに移籍し、先発ローテーションの谷間を埋めて初優勝に貢献。3勝中2勝は中日戦から挙げたが、移籍後初勝利は4月6日に行われた開幕2戦目のヤクルト戦（神宮）でマーク。5月4日の阪神戦（広島市民）では古巣から初セーブを記録し、阪急との日本シリーズでは10月26日の第2戦（西宮）、11月2日の第6戦（西宮）で共に5番手で登板。
1976年は5月26日の巨人戦（後楽園）でセーブを挙げたが、9月2日の中日戦（ナゴヤ）に高橋里志の2番手で登板したのを最後に現役を引退。大毎・阪神・広島でリーグ優勝を経験しており、3チームから日本シリーズに出場。これはプロ野球史上初めてであったが、日本一には1度もなれなかった。
引退後は広島（1977年二軍投手コーチ→1978年一軍投手コーチ）、ロッテ（1979年 - 1983年一軍投手コーチ, 1987年一軍投手チーフコーチ）、阪神（1984年・1988年 - 1989年一軍投手コーチ, 1985年二軍投手コーチ→1986年編成部調査担当）、ダイエー（1990年スカウト→1990年途中 - 1992年二軍投手コーチ）、横浜（1993年 - 1996年二軍投手コーチ）でコーチ・フロントを歴任。
コーチ時代は選手時代からの実績、体力、理論、人間性を兼ね備え、選手の信頼を得る「投手育成名人」として知られたほか、評論家時代の野村曰く「ローテーション堅持保持者」であった。
広島コーチ時代の1978年に達川光男がナイターが終わって寮に帰ると配球チャートを持った若生から「1球目から言ってみろ」とその日投げさせた球種とサインの意図を聞かれ、配球を勉強するのが日課になった。
第一期阪神コーチ時代は投手の肩、肘を何よりも大切にし、新人の中西清起・仲田幸司を無理して使わなかった。
第二期阪神コーチ時代は村山に可愛がられたこともあり村山が監督に復帰した際は一軍投手コーチを2年務め、藤田平によれば「高い人間性と理論的な指導でチームのために懸命だった。」と述べている。村山辞任に伴い退団。
横浜退団後は故郷・仙台に戻り、宮城・東北野球界の御意見番としても活躍。NPO法人「野球振興ふるさと宮城プロ野球選手・OB会」副理事長などを務めたほか、1999年から2000年には日本初のアマ野球硬式全日本女子チーム「チーム・エネルゲン」で臨時コーチを務め、2001年に発足したプロ野球マスターズリーグでは大阪ロマンズの最年長投手としてプレー。
2006年には森田健作率いるクラブチーム「千葉熱血MAKING」初代選手兼任監督に就任したが、チーム運営の意見の食い違いで本西厚博ヘッドコーチと共に同年退任。
2009年11月21日には東京ドームで初めて行われた「OBオールスターアスリートカップ」に西軍の最年長として出場し、2番手として2回に登板。最速105km/hを記録して30歳以上若い東軍の小関竜也を右飛に打ち取るなど1イニングを無失点で抑えた。試合後には「110km/h目指してトレーニングを積む」と意気盛んに語った。
その後はデイリースポーツ東京本部評論家の傍ら、千葉県船橋市の中学校と高校で外部コーチ、2020年からは千葉日本大学第一高等学校の外部特別コーチを長冨浩志と共に務めた。
2023年12月にはデイリースポーツ主催の「阪神タイガース祝勝会」に出席した際には恒例の乾杯の挨拶を行い、元気な姿を見せていたが、2024年には体調を崩して緊急入院。
2024年6月3日に肝臓癌により船橋市内の病院で死去。87歳没。奇しくも弟・正廣も2021年7月に肝臓癌で亡くしていた。

## 詳細情報

### 年度別投手成績
| 年 度      | 球 団      | 登 板 | 先 発 | 完 投 | 完 封 | 無 四 球 | 勝 利 | 敗 戦 | セ 丨 ブ | ホ 丨 ル ド | 勝 率 | 打 者 | 投 球 回 | 被 安 打 | 被 本 塁 打 | 与 四 球 | 敬 遠 | 与 死 球 | 奪 三 振 | 暴 投 | ボ 丨 ク | 失 点 | 自 責 点 | 防 御 率 | W H I P |
| ---------- | ---------- | ----- | ----- | ----- | ----- | -------- | ----- | ----- | -------- | ----------- | ----- | ----- | -------- | -------- | ----------- | -------- | ----- | -------- | -------- | ----- | -------- | ----- | -------- | -------- | ------- |
| 1956       | 毎日 大毎  | 5     | 1     | 0     | 0     | 0        | 0     | 1     | --       | --          | .000  | 53    | 13.1     | 11       | 1           | 2        | 0     | 0        | 9        | 1     | 0        | 6     | 6        | 3.86     | 0.98    |
| 1957       | 毎日 大毎  | 19    | 5     | 0     | 0     | 0        | 3     | 1     | --       | --          | .750  | 226   | 53.2     | 44       | 3           | 20       | 0     | 2        | 39       | 2     | 1        | 23    | 16       | 2.67     | 1.19    |
| 1958       | 毎日 大毎  | 23    | 2     | 0     | 0     | 0        | 0     | 1     | --       | --          | .000  | 163   | 41.2     | 30       | 2           | 10       | 0     | 2        | 38       | 0     | 0        | 11    | 11       | 2.36     | 0.96    |
| 1959       | 毎日 大毎  | 27    | 14    | 2     | 1     | 0        | 3     | 2     | --       | --          | .600  | 404   | 98.1     | 81       | 2           | 23       | 0     | 4        | 65       | 1     | 2        | 32    | 24       | 2.18     | 1.06    |
| 1960       | 毎日 大毎  | 44    | 28    | 4     | 3     | 1        | 13    | 8     | --       | --          | .619  | 792   | 196.1    | 166      | 10          | 47       | 1     | 9        | 127      | 2     | 0        | 61    | 47       | 2.15     | 1.08    |
| 1961       | 毎日 大毎  | 50    | 16    | 3     | 0     | 0        | 9     | 9     | --       | --          | .500  | 734   | 175.0    | 151      | 8           | 60       | 4     | 8        | 115      | 6     | 0        | 74    | 62       | 3.19     | 1.21    |
| 1962       | 毎日 大毎  | 55    | 30    | 8     | 0     | 1        | 15    | 13    | --       | --          | .536  | 974   | 237.0    | 199      | 20          | 63       | 0     | 6        | 174      | 5     | 0        | 91    | 72       | 2.73     | 1.11    |
| 1963       | 毎日 大毎  | 18    | 12    | 2     | 0     | 0        | 3     | 7     | --       | --          | .300  | 289   | 68.1     | 62       | 9           | 21       | 0     | 2        | 45       | 0     | 0        | 39    | 35       | 4.57     | 1.21    |
| 1964       | 阪神       | 33    | 9     | 4     | 1     | 2        | 5     | 6     | --       | --          | .455  | 400   | 99.2     | 76       | 13          | 26       | 1     | 5        | 43       | 0     | 0        | 39    | 35       | 3.15     | 1.02    |
| 1965       | 阪神       | 32    | 7     | 0     | 0     | 0        | 3     | 5     | --       | --          | .375  | 327   | 78.2     | 73       | 2           | 26       | 0     | 2        | 59       | 2     | 0        | 35    | 32       | 3.65     | 1.26    |
| 1966       | 阪神       | 44    | 10    | 7     | 3     | 1        | 10    | 4     | --       | --          | .714  | 544   | 142.0    | 103      | 9           | 30       | 1     | 6        | 101      | 0     | 0        | 31    | 31       | 1.96     | 0.94    |
| 1967       | 阪神       | 47    | 17    | 4     | 2     | 0        | 8     | 7     | --       | --          | .533  | 654   | 167.2    | 120      | 13          | 49       | 2     | 6        | 132      | 1     | 0        | 55    | 40       | 2.14     | 1.01    |
| 1968       | 阪神       | 30    | 10    | 1     | 0     | 0        | 3     | 7     | --       | --          | .300  | 366   | 91.2     | 69       | 14          | 29       | 1     | 3        | 68       | 2     | 0        | 39    | 34       | 3.33     | 1.07    |
| 1969       | 阪神       | 41    | 19    | 8     | 4     | 2        | 12    | 12    | --       | --          | .500  | 726   | 177.1    | 163      | 14          | 50       | 4     | 4        | 97       | 3     | 0        | 59    | 54       | 2.75     | 1.20    |
| 1970       | 阪神       | 41    | 25    | 9     | 2     | 3        | 13    | 10    | --       | --          | .565  | 780   | 195.0    | 159      | 14          | 53       | 7     | 3        | 94       | 2     | 0        | 56    | 47       | 2.17     | 1.09    |
| 1971       | 阪神       | 30    | 26    | 3     | 0     | 1        | 10    | 12    | --       | --          | .455  | 707   | 174.1    | 150      | 10          | 53       | 10    | 3        | 70       | 1     | 0        | 50    | 42       | 2.17     | 1.16    |
| 1972       | 阪神       | 5     | 4     | 0     | 0     | 0        | 1     | 2     | --       | --          | .333  | 74    | 17.0     | 16       | 1           | 9        | 0     | 0        | 9        | 0     | 0        | 10    | 7        | 3.71     | 1.47    |
| 1973       | 阪神       | 25    | 5     | 0     | 0     | 0        | 0     | 5     | --       | --          | .000  | 214   | 54.1     | 52       | 8           | 9        | 1     | 0        | 21       | 0     | 0        | 17    | 16       | 2.67     | 1.12    |
| 1974       | 阪神       | 20    | 16    | 3     | 1     | 1        | 7     | 4     | 0        | --          | .636  | 399   | 97.1     | 96       | 13          | 15       | 0     | 0        | 50       | 0     | 1        | 46    | 36       | 3.34     | 1.14    |
| 1975       | 広島       | 20    | 7     | 0     | 0     | 0        | 3     | 3     | 1        | --          | .500  | 222   | 52.2     | 48       | 6           | 23       | 1     | 2        | 21       | 1     | 0        | 21    | 18       | 3.06     | 1.35    |
| 1976       | 広島       | 19    | 4     | 0     | 0     | 0        | 0     | 1     | 1        | --          | .000  | 131   | 29.0     | 32       | 2           | 14       | 0     | 1        | 19       | 0     | 0        | 19    | 15       | 4.66     | 1.59    |
| 通算：21年 | 通算：21年 | 628   | 267   | 58    | 17    | 12       | 121   | 120   | 2        | --          | .502  | 9179  | 2260.1   | 1901     | 174         | 632      | 33    | 68       | 1396     | 29    | 4        | 814   | 680      | 2.71     | 1.12    |

- 各年度の太字はリーグ最高
- 毎日（毎日オリオンズ）は、1958年に大毎（毎日大映オリオンズ）に球団名を変更

### 記録
- オールスターゲーム出場：1回（1969年）

### 背番号
- 32（1956年 - 1961年）
- 18（1962年 - 1963年）
- 27（1964年 - 1974年）
- 12（1975年 - 1976年）
- 79（1977年 - 1983年）
- 82（1984年、1993年 - 1996年）
- 71（1985年、1988年）
- 86（1987年）
- 81（1989年）
- 80（1990年 - 1992年）